# Troy Stecher
Troy Stecher (* 7. April 1994 in Richmond, British Columbia) ist ein kanadischer Eishockeyspieler, der seit März 2024 bei den Edmonton Oilers aus der National Hockey League (NHL) unter Vertrag steht. Zuvor verbrachte der Verteidiger vier Jahre bei den Vancouver Canucks, knapp zwei Spielzeiten bei den Detroit Red Wings und spielte für die Los Angeles Kings, Calgary Flames und zweimal die Arizona Coyotes. Mit der kanadischen Nationalmannschaft gewann er die Goldmedaille bei der Weltmeisterschaft 2021.

## Karriere
Stecher verbrachte einen Teil seiner Juniorenkarriere zwischen 2010 und 2013 in der zweitklassigen British Columbia Hockey League (BCHL) bei den Penticton Vees. Dort gehörte er allerdings zu den besten Spielern auf seiner Position und erhielt im Verlauf der drei Jahre zahlreiche Auszeichnungen. Herausragend war allerdings die Spielzeit 2011/12, als er mit den Vees das Triple aus Fred Page Cup, Doyle Cup und Royal Bank Cup gewann. Im Sommer 2013 zog es den Verteidiger an die University of North Dakota, wo er drei Jahre in der National Collegiate Hockey Conference, einer Division im Spielbetrieb der National Collegiate Athletic Association (NCAA), für das Eishockeyteam der Universität auflief.
Im April 2016 wurde der ungedraftete Free Agent von den Vancouver Canucks aus der National Hockey League (NHL) unter Vertrag genommen. Diese setzten ihn zu Beginn der Saison 2016/17 in ihrem Farmteam, den Utica Comets, in der American Hockey League ein, ehe er wenig später sein NHL-Debüt für die Canucks feierte. Letztlich bestritt er insgesamt 71 Spiele für die Canucks in seiner Rookiesaison und kam auf 24 Scorerpunkte. Nach vier Jahren in Vancouver wurde sein auslaufender Vertrag nach der Spielzeit 2019/20 nicht verlängert, sodass er sich im Oktober 2020 als Free Agent den Detroit Red Wings anschloss und dort einen Zweijahresvertrag unterzeichnete. Wenige Monate vor dem Auslaufen des Vertragspapiers wurde der Abwehrspieler im Tausch für ein Siebtrunden-Wahlrecht im NHL Entry Draft 2022 an die Los Angeles Kings abgegeben. Dort beendete er die Saison 2021/22 und wechselte anschließend als Free Agent zu den Arizona Coyotes.
Bei den Coyotes lief Stecher in der Folge nur bis zur Trade Deadline im März 2023 auf, als er samt Nick Ritchie an die Calgary Flames abgegeben wurde. Im Gegenzug erhielt Arizona dessen Bruder Brett Ritchie sowie Connor Mackey. Nach Saisonende kehrte er im Juli 2023 als Free Agent zu den Arizona Coyotes zurück. Von dort wiederum wurde er im März 2024 samt einem Siebtrunden-Wahlrecht im NHL Entry Draft 2024 an die Edmonton Oilers abgegeben, wofür die Coyotes ein Viertrunden-Wahlrecht im NHL Entry Draft 2027 erhielten. In den Playoffs 2024 erreichte er mit den Oilers das Finale um den Stanley Cup, unterlag dort allerdings den Florida Panthers mit 3:4. Stecher selbst kam dabei in der post-season allerdings nicht zum Einsatz. Gleiches geschah am Ende der Playoffs 2025, als Edmonton mit 2:4 erneut an den Panthers scheiterte.

### International
Sein internationales Debüt im Trikot der kanadischen Nationalmannschaft feierte Stecher bei der Weltmeisterschaft 2019 in der Slowakei, wo er mit der Mannschaft die Silbermedaille gewann. Bei der anschließenden Weltmeisterschaft 2021 folgte der Gewinn der Goldmedaille mit den „Ahornblättern“, wobei man sich im Endspiel gegen die finnische Auswahl durchsetzte, der man 2019 noch unterlegen gewesen war.

## Erfolge und Auszeichnungen
| - 2012 Fred-Page-Cup-Gewinn mit den Penticton Vees - 2012 BCHL Interior Second All-Star Team - 2012 Doyle-Cup-Gewinn mit den Penticton Vees - 2012 Royal-Bank-Cup-Gewinn mit den Penticton Vees | - 2012 RBC Cup Top Defenseman - 2013 BCHL Interior Best Defenseman - 2013 BCHL Interior First All-Star Team - 2016 NCAA West Second All-American Team |

### International
- 2019 Silbermedaille bei der Weltmeisterschaft
- 2021 Goldmedaille bei der Weltmeisterschaft

## Karrierestatistik
Stand: Ende der Saison 2024/25

### International
Vertrat Kanada bei:
- Weltmeisterschaft 2019
- Weltmeisterschaft 2021

(Legende zur Spielerstatistik: Sp oder GP = absolvierte Spiele; T oder G = erzielte Tore; V oder A = erzielte Assists; Pkt oder Pts = erzielte Scorerpunkte; SM oder PIM = erhaltene Strafminuten; +/− = Plus/Minus-Bilanz; PP = erzielte Überzahltore; SH = erzielte Unterzahltore; GW = erzielte Siegtore; 1 Play-downs/Relegation; Kursiv: Statistik nicht vollständig)